# La guitarra de Gardel
 La guitarra de Gardel  es una película coproducción de España y Argentina filmada en blanco y negro dirigida por León Klimovsky sobre su propio guion según el argumento del prestigioso crítico cinematográfico Manuel Villegas López que se estrenó el 22 de diciembre de 1949 y tuvo como actores principales a  Agustín Irusta, Carmen Sevilla, Antonio Casal y Jorge Cardoso. Fue una de las primeras coproducciones entre España y Argentina y la segunda dirigida por Klimovsky en aquel país.

## Sinopsis
Raúl, que tiene una magnífica voz, quedó huérfano muy niño y ha sido educado por Felipe, un músico que lo estimula a trabajar con su voz. Le aconseja lograr publicidad buscando una guitarra que perteneció a Carlos Gardel. Lo hace en Buenos Aires, México y España mientras va cosechando éxitos, además de encontrar el amor.

## Reparto
Participaron del filme los siguientes intérpretes:
- Agustín Irusta...	Raúl Armada
- Carmen Sevilla...	Carmelilla
- Antonio Casal...	Paco
- Jorge Cardoso...	Tito
- Trini Montero...	Clarita
- Héctor Pontón
- Juanita Mansó...	Señorita Menchioti
- Santiago Rivero	...	Antequera
- Ana María Olaria...	Novia
- César Fiaschi...	Don Felipe
- Manuel Arbó...	Borracho
- Manuel Requena	...	Rodríguez
- Manuel Guitián	...	Ropavejero
- María de la Vega
- Casimiro Hurtado...	Cantante argentino
- Horacio Llamas
- Julio Ballesteros
- Beni Deus	...	Serafín Rodríguez
- José Villasante	...	Novio
- Guillermo Cereceda
- Aníbal Vela	...	Empresario
- Dante Tulián	...	Músico
- Hebe Dolián
- María López Morante
- Manuel de Juan	...	Dueño del hotel
- Miguel de los Reyes

## Comentarios
La revista Fotogramas opinó sobre el filme:

”Añeja comedia musical construida a la medida del entonces famoso cantante argentino Agustín Irusta. La leve anécdota argumental, la búsqueda de una guitarra que habría pertenecido a Carlos Gardel, es un mero pretexto para el habitual repertorio de tangos y alguna que otra sevillana. Todo se desarrolla dentro de unos límites de nula imaginación.”